# Přemysl Beatrix brandenburgi őrgrófné
Přemysl Beatrix (ismert még mint Csehországi Beatrix vagy Bozena, csehül: Božena Přemyslovna, németül: Beatrix von Böhmen; 1230 előtt – Wrocław, Szilézia, 1290. május 27.), a Přemysl-házból származó cseh királyi hercegnő, I. Vencel cseh király és Sváb Kunigunda királyné leánya, aki III. Hűséges Ottóval kötött házassága révén brandenburgi őrgrófné.

## Származása
Beatrix 1230 előtt született a cseh uralkodóház, a Přemysl-ház tagjaként. Apja I. Vencel cseh király, aki I. Ottokár cseh király és Magyarországi Konstancia királyné fia volt. Apai nagyapai dédszülei I. Ulászló cseh király és Türingiai Judit (I. Lajos türingiai tartománygróf leánya), míg apai nagyanyai dédszülei III. Béla magyar király és Châtillon Anna királyné (Châtillon Rajnald antiochiai fejedelem leánya) voltak. Édesanyja a német nemesi Hohenstaufen-házbó való Kunigunda sváb hercegnő, Fülöp német király és Angelosz Irén leánya volt. Anyai nagyapai dédszülei Barbarossa Frigyes német-római császár és Burgundiai Beatrix grófnő (III. Rajnáld burgundi gróf leánya), míg anyai nagyanyai dédszülei II. Iszaakiosz bizánci császár és feltehetően Palaiologosz Irén voltak.
Beatrix hercegnő volt szülei öt gyermeke közül a harmadik, egyben a legidősebb leány. Két fivére III. Ulászló morva őrgróf és a későbbi II. Nagy Ottokár cseh király voltak, míg egyetlen felnőttkort megért leánytestvére Ágnes királyi hercegnő, III. Henrik meisseni őrgróf hitvese volt.

## Házassága és gyermekei
Hitvese az Aszkániai-házból származó III. Hűséges Ottó brandenburgi őrgróf lett. Ottó II. Albert brandenburgi őrgróf és Lausitzi Matild (II. Konrád lausitzi őrgróf leányának) fia volt. Házasságukra 1243-ban került sor. Kapcsolatukból hat gyermek született. Gyermekeik:
- János őrgróf (1244–1268), brandenburg–salzwedeli őrgróf, gyermektelenül hunyt el
- Ottó őrgróf (1246 körül –1268), brandenburg–salzwedeli őrgróf, utód nélkül halt meg
- Kunigunda őrgrófnő (1247 körül –1292), első férje Béla magyar királyi herceg, második férje V. Walram limburgi herceg
- Albert őrgróf (1250 körül –1300), brandenburg–salzwedeli őrgróf, hitvese Matild dán királyi hercegnő
- Ottó őrgróf (1255 körül –1303), brandenburg–salzwedeli őrgróf, felesége Habsburg Hedvig hercegnő
- Matild őrgrófnő (? –1316), I. Barnim pomerániai herceg hitvese lett